# Брогдон, Синди
Синтия Джейн «Синди» Брогдон (англ. Cynthia Jane "Cindy" Brogdon; род. 25 февраля 1957 года) ― американская баскетболистка, принимала участие в летних Олимпийских играх 1976 года.

## Биография
Брогдон родилась в городе Бьюфорд, штат Джорджия. Училась в Университете Мерсер в Джорджии в 1976―1977 годах, после чего перевелась в Университет Теннесси.
Она была первой спортсменкой из Джорджии, которая стала игроком Олимпийской сборной США по баскетболу. Её имя было включено в пчётный список Спортивного зала славы Джорджии в 1999 году.
Брогдон была отобрана в сборную США в 1976 году, которая должна была выступить на Олимпиаде, проходившей в Монреале, Канада. После поражения в первом матче против команды Японии, сборная США обыграла болгар. Затем американцы провели матч с канадцами: американцы победили со счётом 84-71. После проигрыша команде из СССР, американской команде нужна была победа против Чехословакии, чтобы завоевать медали. Брогдон помогла своей команде: матч закончился со счётом 83-67, а американцы были удостоены серебряных медалей. Брогдон на турнире имела в среднем 5,8 очка за игру.